# Jean Abegglen
Pour les articles homonymes, voir Abegglen.
Jean Abegglen, né le 6 mars 1899 à Neuchâtel et mort le 16 janvier 1980 à Londres, est un footballeur suisse. On l'appelait Abegglen I pour le distinguer de ses frères André (Abegglen III) et Max (Abegglen II), également attaquants suisses.

## Biographie
Né le 6 mars 1899 à Neuchâtel, Jean Abegglen est moins connu que ses deux jeunes frères Max et André. Il joue toute sa carrière avec le FC Cantonal Neuchâtel et connaît trois capes avec l'équipe de Suisse entre 1925 et 1926 contre les Pays-Bas, la Belgique et l’Italie, lors desquelles il joue avec son frère cadet Max. Il marque son seul but avec la Suisse lors de son premier match international.
Après avoir arrêté sa carrière de footballeur, Abegglen exerce la profession d’ingénieur, notamment à Londres, où il meurt le 16 janvier 1980,.